# 27 mars 1978
Le lundi 27 mars 1978 est le 86e jour de l'année 1978.

## Naissances
- Amélie Cocheteux, joueuse de tennis française
- George Kutarashvili, joueur de rugby géorgien
- Isabella Adinolfi, femme politique italienne
- Leo Aberer, chanteur autrichien
- George Ouzounian, humoriste, satiriste, personnalité de l'Internet, et auteur de livres américain

## Décès
- André Verger (né le 28 mai 1906), joueur français de rugby à XV
- Clément Taillade (né le 11 avril 1909), personnalité politique française
- Clemens Kapuuo (né le 16 mars 1923), homme politique namibien
- Dutch Zwilling (né le 2 novembre 1888), joueur de baseball américain
- Frank Mitchinson (né le 3 septembre 1884), joueur de rugby
- Jean Orcel (né le 3 mai 1896), physicien, chimiste et minéralogiste français
- Ninì Gordini Cervi (née le 15 août 1907), actrice italienne
- Sverre Farstad (né le 8 février 1920), patineur de vitesse norvégien
- Vilhelm Fibiger (né le 11 février 1886), homme politique danois
- Wilfred Pickles (né le 13 octobre 1904), acteur britannique

## Événements
- (Rallye automobile) : arrivée du Rallye Safari.